# Semyon Dimanstein
 (août 2025).
Si vous disposez d'ouvrages ou d'articles de référence ou si vous connaissez des sites web de qualité traitant du thème abordé ici, merci de compléter l'article en donnant les références utiles à sa vérifiabilité et en les liant à la section « Notes et références ».
Semyon (Shimen) Markovich Dimanshtein ( russe : Шимен (Семён Маркович) Диманштейн), né le 21 mars 1886 et mort le 25 août 1938, est un militant bolchevik d’origine juive, fonctionnaire d'État soviétique, éditeur et éminent théoricien des questions nationales en URSS, et l'un des fondateurs des études orientales soviétiques. Il dirigea la Yevsektsiya, la section juive du Parti communiste de l'Union soviétique.

## Biographie

### Origines et formation
Né dans une famille juive modeste du gouvernement de Vitebsk, Dimanshtein suit une formation religieuse dans plusieurs yeshivot renommées : Telz, Slobodka puis Lubavitch. Ordonné rabbin à Vilna vers 1903, il abandonne très tôt la voie religieuse pour s'engager dans l'action révolutionnaire marxiste.

### Engagement bolchevique
En 1904, il adhère à la faction bolchevique du POSDR. Opposé au Bund et au sionisme, il milite pour l'assimilation des Juifs dans la société socialiste. Après son arrestation en 1908, il s’exile en France, puis revient en Russie après la révolution de Février.
Durant la Première Guerre mondiale, il contribue au journal clandestin La Vérité des tranchées, destiné aux soldats russes.

### Sous le régime soviétique
Après la Révolution d'Octobre, en janvier 1918 il est nommé commissaire aux affaires juives au sein du Commissariat du peuple aux nationalités dirigé par Joseph Staline. Il joue un rôle déterminant dans la création de la Yevsektsiya, chargée de lutter contre le sionisme, le bundisme et le judaïsme traditionnel, et de promouvoir une culture yiddish soviétisée.
En 1919, il devient commissaire du peuple au Travail dans la République soviétique de Lituanie et de Biélorussie. Il occupe ensuite plusieurs postes dans les républiques d'Asie centrale.
De 1922 à 1924, il dirige la section Agitprop du Parti communiste d’Ukraine, puis rejoint Moscou pour diriger le département Agitprop du CC du PCUS.

### Activités culturelles
Dimanshtein est une figure centrale de la presse juive soviétique. Il fonde le journal "Di Varhayt" (La Vérité), et dirige la revue Révolution et nationalités. 

### Tribuna
La revue « Tribuna » commença à paraître à Moscou en 1927 aux éditions « Der Emes », comme organe de l’OZET. Dimanstein en fut le rédacteur en chef, engagé alors activement aux projets de colonisation agricole juive par le biais de l’OZET et du KOMZET.
La mise en valeur agricole juive et la colonisation en Birobidjan constituaient les thèmes principaux de la publication ; toutefois, la revue traitait avec non moins d’intensité de la vie sociale et de la « construction culturelle » des Juifs dans diverses régions de l’URSS. Elle publiait également des articles sur la situation des Juifs dans d’autres pays, ainsi que des informations sur des cas d’antisémitisme.
En 1930, alors qu’il soutient, en tant que président du comité de l’OZET, la création de la Région autonome juive du Birobidjan — tout en critiquant la collectivisation forcée qui frappe les communautés juives à la fin des années 1920 —, le Bureau juif (successeur de l’Evsektsia) est dissous, conformément à la décision du VKP(b) de supprimer les sections nationales ; la revue continue toutefois de paraître jusqu’en 1937.
Parallèlement, il édita le livre « Yedin in Passer » (Juifs en Union soviétique), publié en 1935 .

### Purge et réhabilitation
Arrêté le 21 février 1938 durant les grandes purges, il est accusé d'appartenir à une organisation contre-révolutionnaire. Condamné à mort, il est exécuté le 20 août 1938 à Moscou.
Il est réhabilité à titre posthume le 13 août 1955.

## Publications principales
- Бам лихт фун комунистишн идеал (À la lumière de l’idéal communiste, 1919)
- Кто такие меньшевики? (Qui sont les mencheviks ?, 1922)
- Мировая война (La guerre mondiale, 1924)
- Прошлое и настоящее: Жизнь народов СССР (Le passé et le présent : la vie des peuples d’URSS, 1924)
- Борьба ленинизма с люксембургианством (La lutte du léninisme contre le luxemburgisme, 1933)